# Neophasia terlooii
Neophasia terlooii is een vlindersoort uit de familie van de Pieridae (witjes), onderfamilie Pierinae.
Neophasia terlooii werd in 1869 beschreven door Herman Behr. Hij noemde de soort naar Baron Terloo, die ze in de coniferenbegroeiing van de Sierra Madre Mountains in Californië had ontdekt.